# 大凌河
大凌河又称鄂木伦河，中华人民共和国辽宁省西部主要河流，古称白狼水，辽朝改名为灵河，金朝又改为凌河，后为与小凌河相区分，称大凌河。
大凌河上游分为南北两支，北源发源于凌源市，南源发源于建昌县，在喀喇沁左翼蒙古族自治县境内合流，流向东北。至北票市境内折往东南，下游受医巫闾山阻挡，折而向南，在凌海市境内注入辽东湾。该河全长375公里，年均径流量16.67亿立方米。

## 大凌河鐵橋
建造年間不詳。1931年九一八事變後，日軍駐守。1932年1月24日，东北抗日义勇军二十六路军突襲，拆毀鐵路軌，在中共史料稱「奇袭大凌河车站」。
1948年11月1日，東北剿匪總司令部在國共內戰遼瀋戰役潰敗，大量難民南逃，到凌源县大凌河，因河面結冰太薄不能步行，冒險爬鐵橋過河，不少婦人身背孩子，失足摔下冰河死亡。

圖集
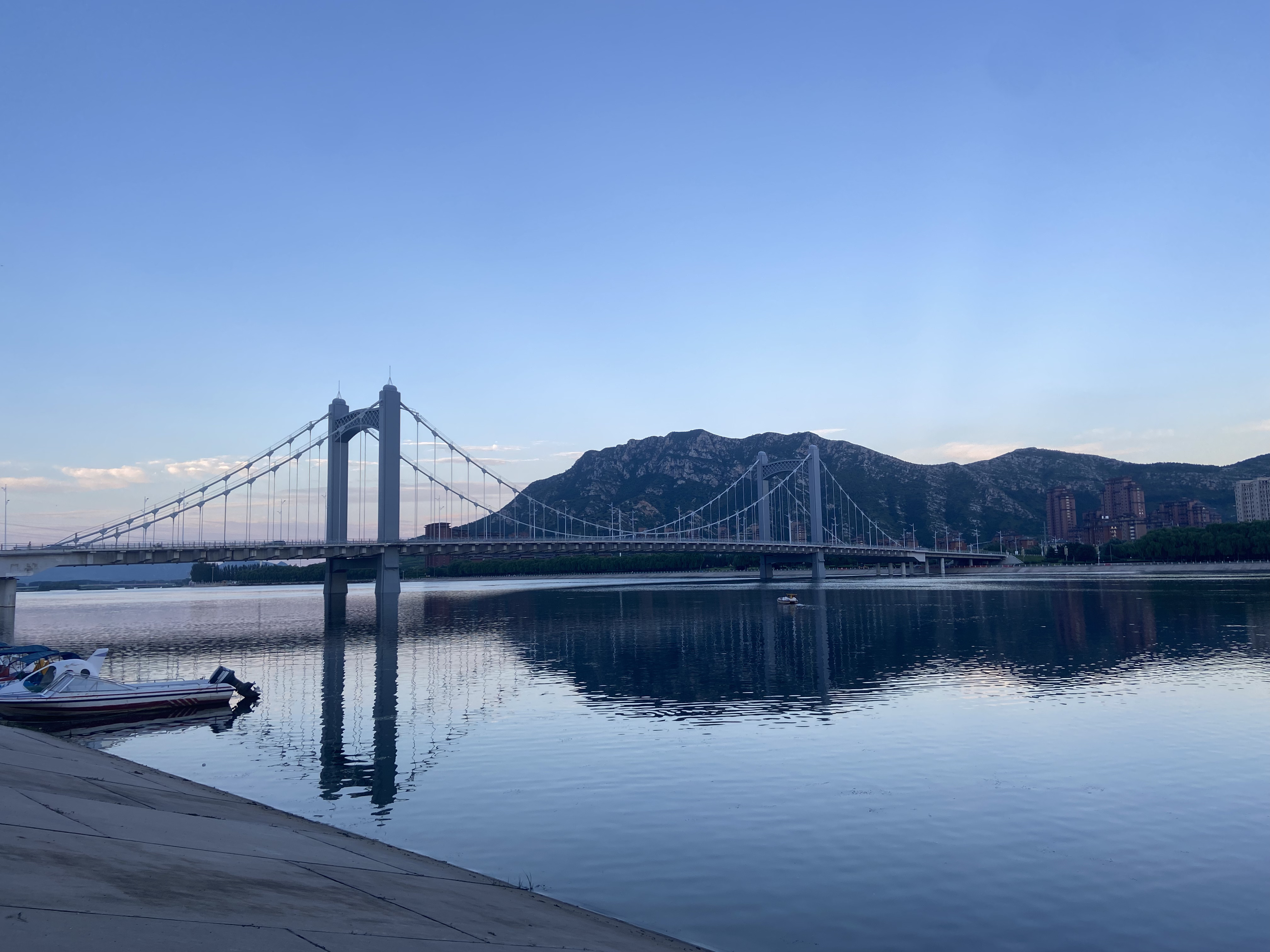
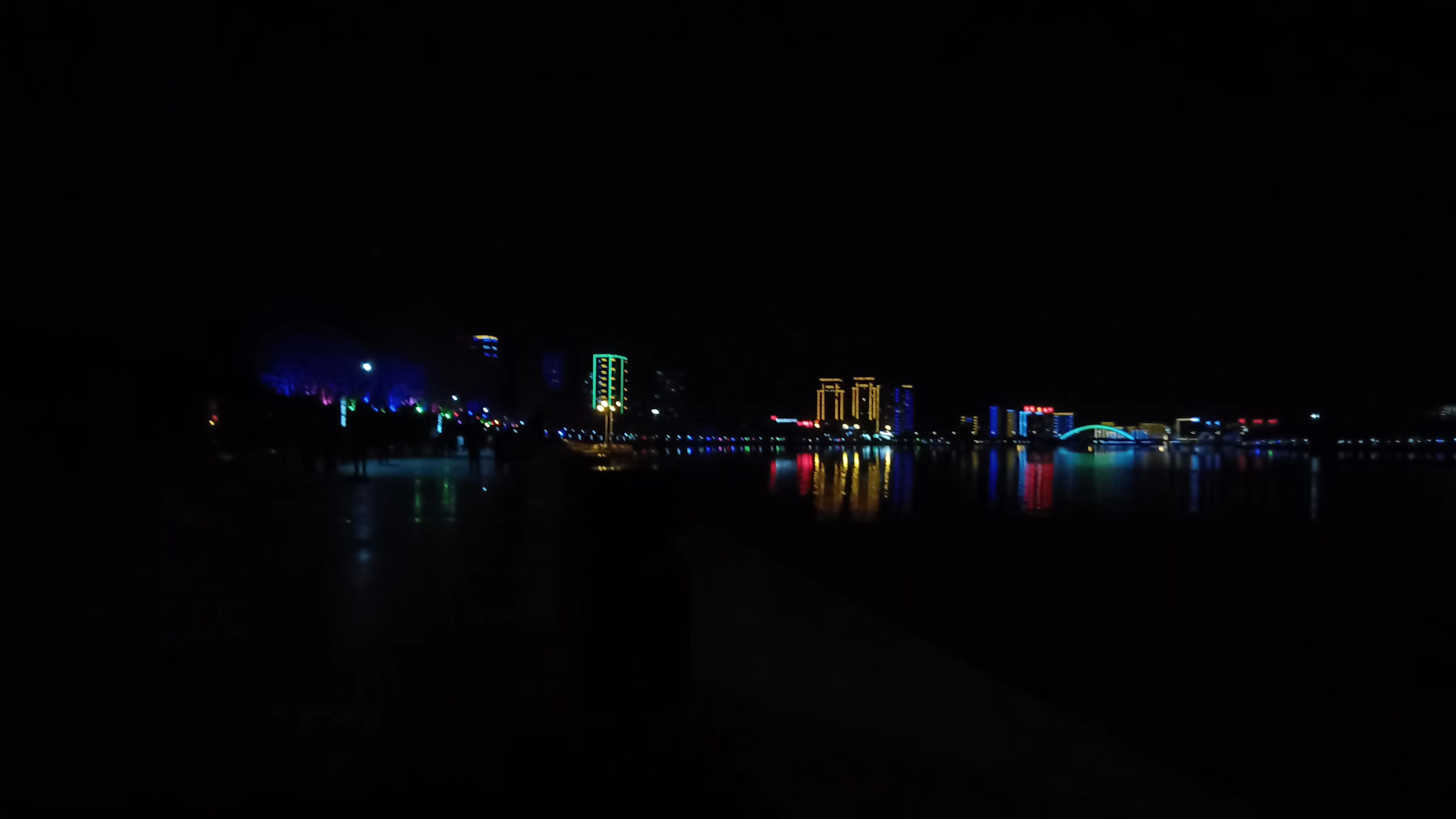
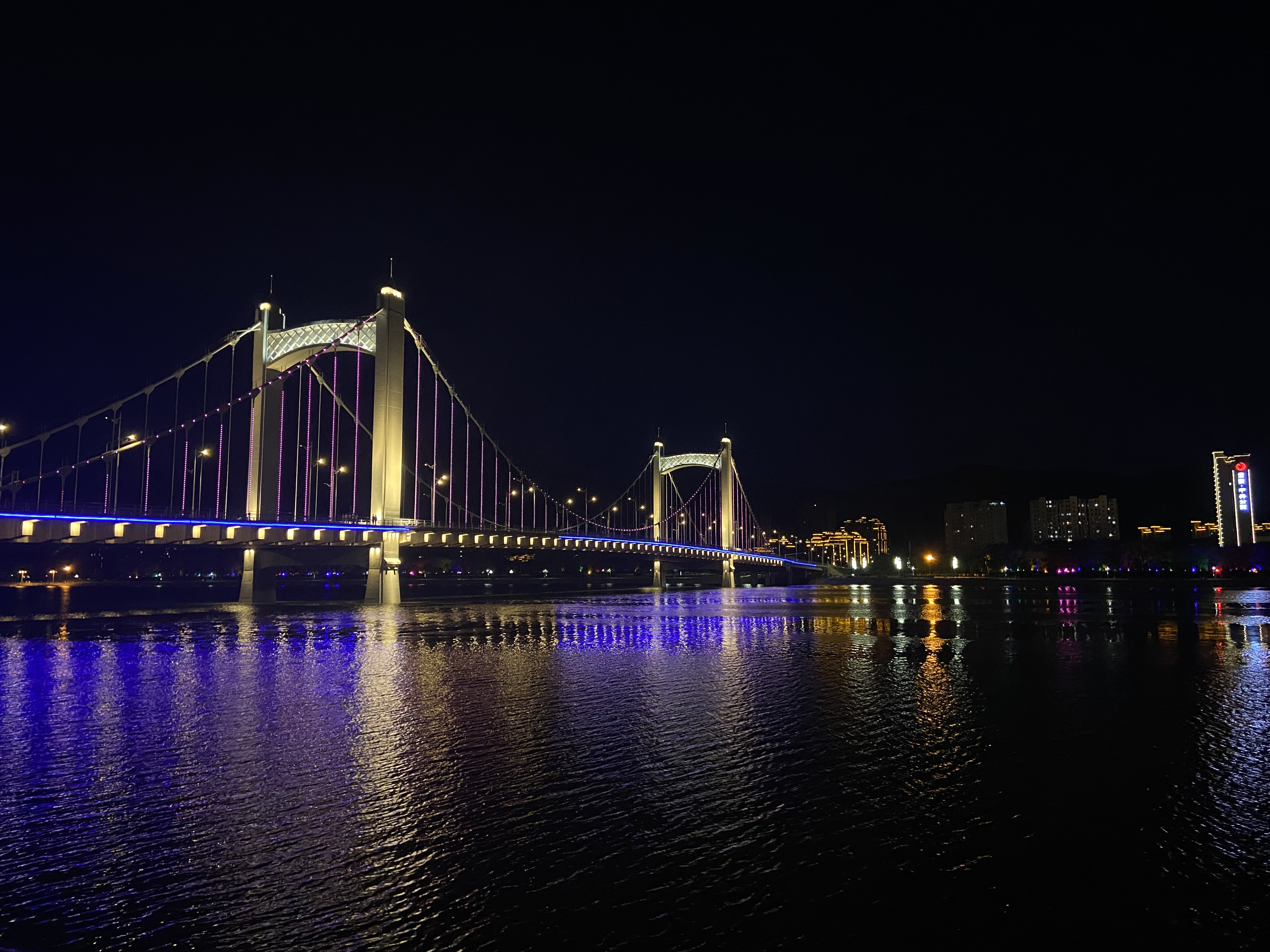